# Leptolejeunea serratifolia
Leptolejeunea serratifolia là một loài Rêu trong họ Lejeuneaceae. Loài này được Schiffner mô tả khoa học đầu tiên năm 1897.